# Nežabec
Nežabec (1023 m) – szczyt górski w paśmie górskim Wyhorlat w Łańcuchu Wyhorlacko-Gutyńskim Wewnętrznych Karpat Wschodnich.
Szlak turystyczny:
 wieś Remetské Hámre – Motrogon – przełęcz Tri tably – Sninský kameň – Nežabec – Fedkov – przełęcz Strihovské sedlo – Jaseňovský vrch – Diel – Veľka Vavrová – Sokolovec – wieś Podhoroď
Nežabec leży w granicach obszaru chronionego krajobrazu Chránená krajinná oblasť Vihorlat.